# Verachtung (Roman)
Verachtung  (im dänischen Original: Journal 64) ist ein Thriller des dänischen Schriftstellers Jussi Adler-Olsen. Die Originalausgabe des vierten Teils der Carl-Mørck-Dezernat-Q-Serie erschien 2011 in Dänemark.

## Handlung

### Klappentext
Der Klappentext lautet: Eine Reihe vermisster Personen aus dem Jahr 1987, die durch eine Person und deren entsetzliches Schicksal verbunden sind: Nete Hermansen. Eine junge Frau ohne jede Chance auf ein selbstbestimmtes Leben, von Menschen grausam misshandelt, wird zwangssterilisiert durch einen fanatischen Arzt und verbannt nach Sprogø, der Insel für ausgestoßene Frauen. Sie nimmt grausam Rache.

### Inhalt
Auch im vierten Band der Krimi-Reihe geht es um die Ermittlungsarbeit des Kopenhagener Sonderdezernats Q unter Kommissar Carl Mørck und seinen Assistenten.
Adler-Olsen verbindet drei Erzählstränge miteinander, die zeitlich Jahrzehnte voneinander getrennt sind, aber zu einem tragischen Schicksal zusammenlaufen.
Die Geschichte von Nete Rosen beginnt im November 1985 auf einem Ehrendinner anlässlich der Verleihung des Großen Nordischen Preises für Medizin. Sie kommt aus sehr einfachen sozialen Verhältnissen, geprägt von Armut und Gewalt, hat jedoch jetzt die Möglichkeit, über ihren Mann das „bessere Leben“ zu genießen. Das funktioniert, bis sie von einem der Ärzte wiedererkannt wird, der sie auf brutale Weise mit ihrer Vergangenheit konfrontiert.
Carl Mørck wird in den Fall einer Prostituierten involviert, die im Jahr 1987 unter mysteriösen Umständen verschwand. Bei einer Computerrecherche erweitert sich der Kreis der verschwundenen Personen. Insgesamt waren es fünf Personen, die 1987 zum gleichen Zeitpunkt aus dem öffentlichen Leben verschwanden. Bei ihren Ermittlungen stößt das Team Carl Mørck auf die Figur des rechtsradikalen Gynäkologen Curt Wad. Er plant mit seiner neuen Partei in das dänische Parlament einzuziehen.
In einem Rückblick wird das Leben von Nete Hermansen als zentraler Charakter der Geschichte erzählt. Sie wurde in den 1930er Jahren geboren und verbrachte ihre Kindheit auf einem Bauernhof mit harter landwirtschaftlicher Arbeit. Da es zu dieser Zeit wenig Möglichkeiten für eine Schulbildung der einfachen Landbevölkerung gab, konnte Nete nur rudimentär lesen und schreiben. Nachdem ihre Mutter früh gestorben war, war der Vater mit der Erziehung seiner Tochter überfordert. Als Teenager geriet sie auf die schiefe Bahn und musste nach einer Vergewaltigung durch ihren Cousin zweimal abtreiben. Wegen Netes Lebenswandel wird dem Vater das Sorgerecht entzogen und für sie beginnt eine lange Leidenszeit in mehreren Pflegefamilien. Sie erlebt während ihres gesamten Lebens Demütigung, Ausgrenzung und Missbrauch, bis sie schließlich auf der Insel Sprogø, einem verlassenen Eiland im Großen Belt, in einer Anstalt für sozialhygienisch aussortierte Frauen landet.
Die zweite Zeitebene beginnt im Jahr 1955 und behandelt das Leben und Überleben in der Kellerschen Anstalt auf Sprogø, in der Hass und Intrigen herrschen. Das Klima zwischen den inhaftierten Frauen ist von Gewalt und dem völligen Fehlen von menschlicher Wärme geprägt. Jede der internierten Frauen versucht sich den anderen gegenüber einen Vorteil zu verschaffen. Nete Hermansen ist zu diesem Zeitpunkt zwanzig Jahre alt und hofft, nicht so zu enden wie ihre Mitgefangenen. In der Anstalt erlebt sie die Hölle, sie wird von einem Arzt noch einmal missbraucht und zwangssterilisiert.
In späteren Jahren wendet sich ihr Schicksal zum Guten. Sie wird von einem Lehrerehepaar aufgenommen und lernt lesen und schreiben. Sie heiratet einen wohlhabenden Mann und führt ein besseres Leben, bis sie 1985 auf einen ihrer ehemaligen Peiniger trifft. Der droht ihr damit, ihrem Mann von ihrer Vergangenheit zu erzählen und ihn zu einer Scheidung zu veranlassen. Diese Begegnung veranlasst sie, an ihren damaligen Peinigern grausame Rache zu nehmen. Zu ihren Zielpersonen gehören der Frauenarzt Curt Wad und die Vereinigung „Klare Grenzen“, die Euthanasie an „lebensunwertem Leben“ propagieren.

## Hintergrund: Kellersche Anstalt auf Sprogø
Hintergrund des Romans ist ein dunkles Kapitel der dänischen Geschichte und das jener bis dahin weitgehend unbekannten Anstalt auf Sprogø, wo in den Jahren zwischen 1923 und 1961 Sterilisationen, in vielen Fällen auch Zwangssterilisationen durchgeführt wurden. Bis zum heutigen Tag haben die betroffenen Frauen keine Entschädigung vom dänischen Staat erhalten.
Sprogø ist eine ca. 38 Hektar große Insel zwischen Fünen und Seeland. Sie ist gewissermaßen der westliche Stützpunkt der Storebæltsbroen, der Brücke über den Großen Belt. Auf dieser Insel befinden sich lediglich ein 1868 erbauter Leuchtturm und ein paar ältere Gebäude. Das Besondere an Sprogø ist ihre Niederschlagsarmut, welche eine spezielle Flora und Fauna hervorbringt. Die Insel war in den Jahren 1922 bis 1961 für die Öffentlichkeit gesperrt, da auf ihr eine der Kellerschen Anstalten (Besserungsanstalt) betrieben wurde. Zweck der Kellerschen Anstalt war eine Unterbringung von kriminellen und wegen Geisteskrankheit entmündigten Frauen. Gründer dieser Anstalten war der Oberarzt Christian Keller (1858–1934), welcher eine fortschrittliche Unterbringung von psychisch Kranken und geistig behinderten Menschen anstrebte. Nachdem am Vejle Fjord bereits eine dieser Anstalten in Betrieb genommen worden war, musste aus Platzgründen eine neue auf Sprogø geschaffen werden. In diese Zeit spielte das von der amerikanischen Eugenetikdebatte inspirierte Sterilisationsgesetz von 1929. Damit war Dänemark kurz nach der Schweiz das zweite Land in Europa, das ein Gesetz zur Rassenhygiene erließ. Dänemark nahm damals eine international anerkannte Vorreiterrolle im Umgang mit geistig erkrankten Personen ein. Die Kellerschen Anstalten von Livø und Sprogø galten als die seinerzeit fortschrittlichsten und humansten.
Zu den Insassen in Sprogø gehörten Frauen, die angeblich geisteskrank, renitent, nach damaligen Verhaltensnormen „sexuell abartig“ oder Prostituierte waren. Zum Maßnahmenkatalog gehörte Isolationshaft auf der Insel bis hin zur Zwangssterilisation. Eine offizielle Behandlung fand nicht statt. Ziel der Anstalt auf Sprogø war es lediglich, die „Verbreitung schlechten Erbmaterials“ zu verhindern sowie die Eindämmung von Geschlechtskrankheiten. Die Besserungsanstalt, auch „Gefängnis für liederliche Frauen“ genannt, bot Platz für fünfzig Frauen, die durchschnittlich sieben Jahre dort untergebracht wurden.
Von 1923 bis 1961 waren vermutlich fünfhundert „gefallene“ Frauen auf Sprogø interniert. Nach Aussagen der Betreiber ging es nicht darum, diese Frauen zu bestrafen, sondern die „gesunde Bevölkerung vor defekten Genen zu schützen“. Der Anstaltsgründer Christian Keller beschrieb die Insassen als „leicht debile Frauen, deren erotische Ausstrahlung eine wesentliche Gefahr für die Verbreitung von Geschlechtskrankheiten darstellte“.
Noch vor der Veröffentlichung des Romans Verachtung klagten ehemalige Insassinnen auf Schmerzensgeld. Bekannt wurde der Fall von Karoline Olsen, die sich in einer 2010 ausgestrahlten TV-Sendung erstmals öffentlich zu den gewaltsamen Übergriffen, denen sie auf Sprogø ausgesetzt war, äußerte.

„Ich habe diese Geschichte geschrieben, weil man in Dänemark immer öfter hört: Bandidos und Hells Angels – packt sie alle auf eine Insel. Oder alle Ausländer. Und wir haben das früher schon einmal gemacht. Es ist also auch Kritik an unserer Gesellschaft.“

### Charakteranalyse

#### Figuren (Auswahl)
- Carl Mørck: Vizekriminalkommissar, Hauptperson
- Hafez el-Assad: Mørcks Assistent
- Rose Knudsen: Mørcks Assistentin
- Nete Rosen, geborene Hermansen: Missbrauchsopfer und spätere Rächerin
- Andreas Rosen: Netes Ehemann
- Curt Wad: verbrecherischer Frauenarzt

#### Protagonisten
Protagonist ist das Team um Carl Mørck mit den Mitarbeitern Rose und Assad. Im vierten Buch hat sich die Gruppe gut eingespielt und wartet mit einem hohen Wiedererkennungswert auf. Informationen über Mitarbeiter des Sonderdezernats Q werden portionsweise an den Leser preisgegeben, nur soviel dass keine vollständige Transparenz der Figuren erreicht wird und sie immer noch einiges an Geheimnissen bergen. Assads Hintergrund wird auch in diesem Band nicht aufgeklärt und der Grund für die dissoziativen Anwandlungen von Rose bleiben dem Leser verschlossen. Die Art ihrer Konversation ist sehr bezeichnend. Carl Mørck verwendet einige Bonmots, verliert sich jedoch auch in einer unappetitlichen Diskussion über die „spritzerfreie Nutzung einer Toilette“.

#### Antagonisten
Der Frauenarzt Curt Wad spielt die Hauptrolle bei den Antagonisten. Nach dem Ende des Zweiten Weltkriegs übernahm er sowohl die Arztpraxis als auch die nationalsozialistische Gesinnung seines Vaters. Zusammen mit anderen Ärzten, die sich als „Halbgötter in Weiß“ aufspielen, spielt er „Herr über Leben und Tod“. Sie haben einen inneren Zirkel gebildet, welcher den Namen „Geheimer Kampf“ führt und sich einem Untergrund-Feldzug gegen „unwertes Leben“ verschrieben hat. Außerdem sind sie Gründer der rechtspopulistischen Partei „Klare Grenzen“ und setzten sich vehement gegen die „Überfremdung“ des Königreichs Dänemark ein.

## Erfolg
Die deutsche Buchausgabe war 2012 zwei Wochen lang auf dem 1. Platz der Spiegel-Bestsellerliste.

## Verfilmung
Der Stoff wurde 2018 unter der Regie von Christoffer Boe unter dem gleichen Namen verfilmt.
Die Hauptrollen spielen Nikolaj Lie Kaas als Carl Mørck, Fares Fares als Assad und Johanne Louise Schmidt als Rose Knudsen. Verachtung lief am 20. Juni 2019 in deutschen Kinos an.

## Ausgaben
- Verachtung erschienen 2011 unter dem Titel Journal 64; deutsche Ausgabe erstmals 2012 bei dtv. Folge 4 der Carl-Mørck-Dezernat-Q-Serie, Deutscher Taschenbuch Verlag (24. August 2012), ISBN 978-3-423-28002-0.
- Verachtung. Hörbuch, Audio-CD, Der Audio Verlag, Dav (1. September 2012), ISBN 978-3-86231-170-5.
- Verachtung. Kindle Edition, Deutscher Taschenbuch Verlag (17. September 2012), ISBN 3-423-28002-6 (Quelle für Seitenzahl).